# جون هاربن
جون هاربن (بالإنجليزية: John Harbin)‏ هو مدرب كرة قدم ولاعب كرة قدم أسترالي، ولد في 12 أبريل 1947 في Hazlewood Castle ‏ في المملكة المتحدة.